# High Stakes (film 1931)
High Stakes è un film del 1931 diretto da Lowell Sherman.

## Produzione
Il film fu prodotto dalla RKO Radio Pictures.

## Distribuzione
Distribuito dalla RKO Radio Pictures, il film uscì nelle sale statunitensi il 18 agosto 1931.